# Secernentea
Die Secernentea bilden eine monophyletische Gruppe der Fadenwürmer (Nematoda). Die Fadenwürmer werden in der neueren Systematik als eigener Stamm des Tierreichs angesehen, die Secernentea sind hier nicht mehr als Taxon berücksichtigt, die drei Klassen innerhalb der Fadenwürmer sind Enoplea, Dorylaimea und Chromadorea und die als Secernentea eingeordneten Taxa sind vollständig in der Überordnung Rhabditica der Klasse Chromadorea aufgegangen.

## Merkmale
Als Hauptunterscheidungsmerkmal der Secernentea von der Gruppe der Adenophorea wird das Vorhandensein von   Schwanzsensillen (Phasmiden oder Phasmidialorgane) bei den meisten Arten angesehen. Bei einigen Arten fehlen diese Sensillen, es wird aber angenommen, dass diese im Laufe der Evolution zurückgebildet worden sind. Weitere Unterscheidungsmerkmale sind die seitlichen Exkretionskanäle und das Fehlen der Schwanz- und Epidermaldrüsen bei den Secernentea. Die Männchen haben nur einen Hoden. 
Die innere systematische Einteilung der Secernentea wird hauptsächlich anhand des Baus des Oesophagus getroffen. Die Rhabditia haben einen dreiteiligen Oesophagus der im Mittelteil verengt ist. Bei den Diplogasteria hat dieser Teil des Verdauungstrakts einen vorderen, muskulösen und einen hinteren, drüsigen Teil. Die Spiruria haben einen flaschenförmigen Oesophagus.

## Lebensweise
Die frei lebenden Arten der Secernentea sind im Süßwasser oder in der Erde zu finden. Sie ernähren sich als Saprophagen, Diatomeenfresser oder räuberisch. Viele Arten leben aber auch als Parasiten von Pflanzen und Tieren. Sie verursachen Schäden an Nutzpflanzen in der Landwirtschaft oder gelten als Krankheitserreger bei Tieren und Menschen. Die Arten der Gattung Zalophora leben wie Endoparasiten im Darm von Doppelfüßern, ernähren sich aber räuberisch von anderen Fadenwürmern.
Zu den Parasiten des Menschen gehören die Hakenwürmer mit Necator americanus und Ancylostoma duodenale, die Spulwürmer mit dem Spulwurm des Menschen (Ascaris lumbricoides) und dem Madenwurm (Enterobius vermicularis), die Filarien wie Wuchereria bancrofti, Onchocerca volvulus und Loa loa sowie der Medinawurm (Dracunculus medinensis).
An den Wurzeln von Nutzpflanzen parasitierende Arten sind beispielsweise das Rübenälchen (Heterodera schachtii), der Sojabohnenzystenfadenwurm (Heterodera glycines) und der Goldnematode (Globodera rostochiensis), der an Kartoffelwurzeln saugt. Die Eier dieser Fadenwürmer können innerhalb von Zysten bis zu 10 Jahre lang im Boden überleben.

## Systematik
Ordnungen mit ausgewählten Arten:
- Klasse Secernentea
  - Unterklasse Diplogasteria
    - Ordnung Diplogasterida
      - Odontopharynx longicaudata

    - Ordnung Tylenchida
      - Globodera rostochiensis
      - Globodera pallida
      - Heterodera glycines
      - Heterodera schachtii

  - Unterklasse Rhabditia
    - Ordnung Rhabditida
      - Caenorhabditis elegans

    - Ordnung Strongylida
      - Ancylostoma tubaeforme
      - Ancylostoma caninum
      - Ancylostoma duodenale
      - Necator americanus
      - Uncinaria stenocephala

  - Unterklasse Spiruria
    - Ordnung Ascaridida
      - Ascaris lumbricoides

    - Ordnung Camallanida
      - Dracunculus medinensis

    - Ordnung Drilonematida
    - Ordnung Oxyurida
      - Enterobius vermicularis

Fortbewegung von Caenorhabditis elegans

    - Ordnung Rhigonematida (früher in Tylenchida)
      - Rhigonema licinacanthum
      - Rhigonema tribonophorum
      - Zalophora deinostoma
      - Zalophora nemophila

    - Ordnung Spirurida
      - Dirofilaria immitis
      - Onchocerca volvulus
      - Spirocerca lupi
      - Wuchereria bancrofti

Die Betrachtung der Tylenchida als eigene Unterklasse wird diskutiert.